# Macropodus opercularis
Espèce
Statut de conservation UICN

 LC  : Préoccupation mineure
Le poisson-paradis (Macropodus  opercularis) est une espèce de poissons d'eau douce de la famille des Osphronémidés, originaire de l'est de l'Asie. Il est apprécié des aquariophiles pour ses couleurs chatoyantes.
Synonymes : Labrus opercularis, Macropodus chinensis, Macropodus viridi auratus, Polyacantus opercularis...

## Description de l'espèce

### Morphologie
Ce poisson peut atteindre 10 cm de long, a un corps fusiforme et de grandes nageoires. La queue est très allongée et forme un arc. Sa robe est composée de rayures verticales rouges et bleues ainsi que de taches bleu foncé sur le dessus de la tête. De plus, ses opercules présentent une tache foncée.
Il présente un dimorphisme sexuel et le mâle est généralement plus coloré que la femelle. Ses nageoires sont aussi plus développées et effilées.
Il existe plusieurs variétés colorées en élevage.

### Comportement
Comme son cousin Betta splendens (combattant) son comportement agressif interdit à deux mâles de cohabiter sur le même territoire sans se battre jusqu'à la mort. Lors d'un combat, les protagonistes se mordent réciproquement la bouche et remuent vigoureusement afin de blesser leur adversaire.
Cette agressivité ne se limite pas à l'espèce, beaucoup d'autres espèces ne peuvent pas cohabiter avec ce poisson sous peine de blessures sévères.
Macropodus  opercularis est carnivore.

### Reproduction

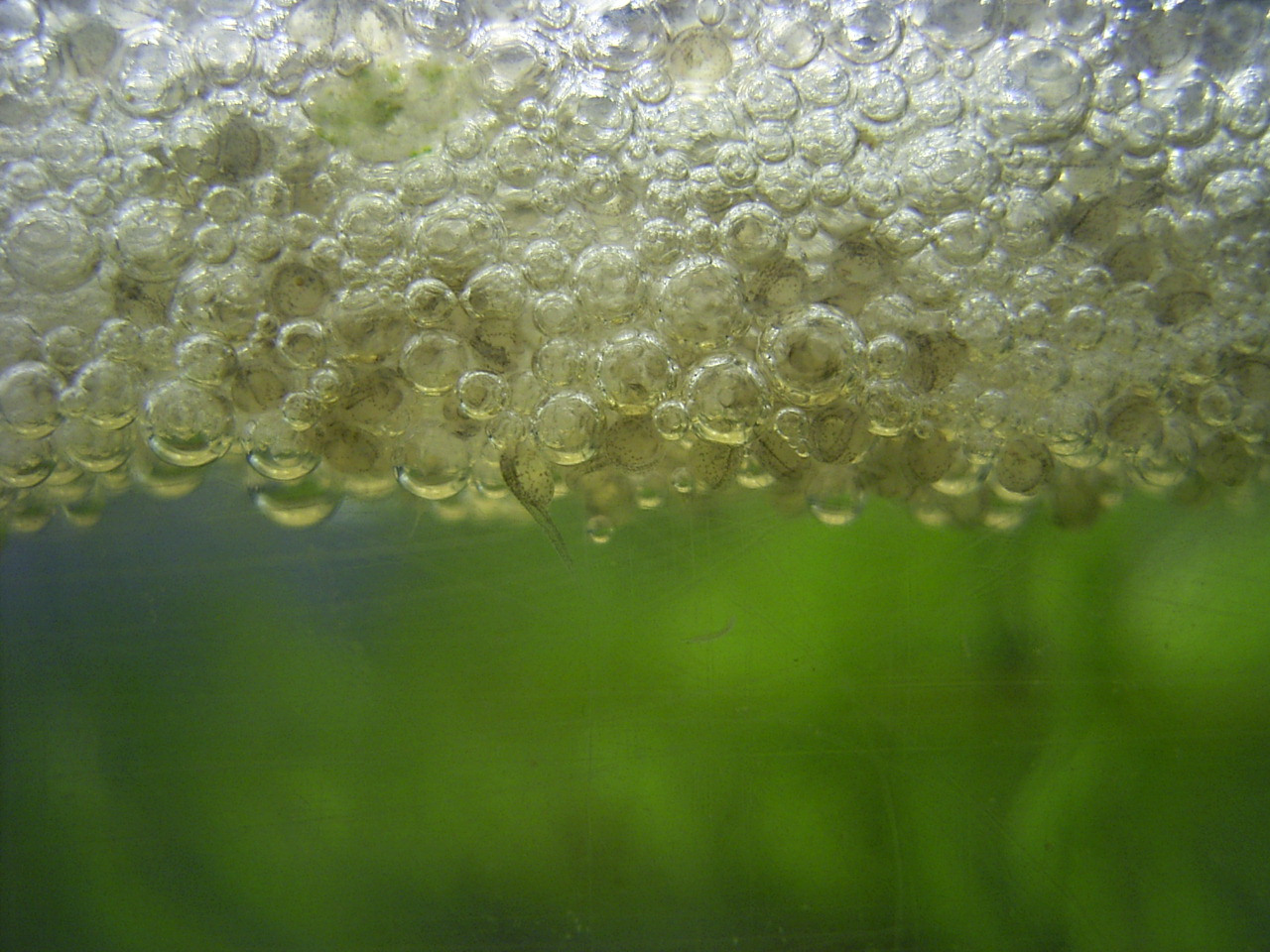
Œufs et premiers alevins dans leur nid de bulles

Ovipare, ce poisson utilise un nid de bulles pour sa reproduction. Après la parade nuptiale, le mâle construit un nid de bulles à la surface de l'eau dans un endroit calme ou sous une feuille. L'accouplement est effectué par le mâle qui va enserrer la femelle au-dessous du nid de bulles pour y reposer les œufs qu'il féconde en même temps. Il gardera ensuite le nid contre tout intrus (même la femelle).
Il vit plus de huit ans.

### Habitat naturel
On rencontre cette espèce en Chine, en Corée du Sud, au Vietnam, dans le  détroit de Malacca, à Taïwan, et dans les îles Ryūkyū.

## Maintenance en captivité
| Origine         | Asie        | Eau           | Eau douce         |
| Dureté de l'eau | max. 30 °GH | pH            | 6 à 8             |
| Température     | 16 à 26 °C  | Volume mini.  | 50 l              |
| Alimentation    | Carnivore   | Taille adulte | env. 10 cm        |
| Reproduction    | Ovipare     | Zone occupée  | Milieu et surface |
| Sociabilité     | Agressif    | Difficulté    | Facile            |

Poisson agressif envers ses congénères, il faut éviter de disposer plus d'un mâle par bac.